# Scherma ai Giochi della XXX Olimpiade
I tornei olimpici di scherma ai Giochi di Londra si sono svolti tra il 28 luglio e il 5 agosto 2012 all'ExCeL Exhibition Centre. Il programma ha previsto 10 eventi, di cui 6 individuali e 4 a squadre. Delle tre specialità della scherma (fioretto, sciabola e spada) non si sono disputati i tornei a squadre della spada maschile e della sciabola femminile.

## Qualificazioni
Per la scelta degli atleti qualificati si è preso in considerazione principalmente il ranking mondiale stilato dalla FIE al 2 aprile 2012, con ulteriori posti contesi in quattro diversi tornei qualificatori.

## Calendario
| Uomini |          | Sciabola |       | Fioretto | Spada    |                    | Sciabola a squadre |                 | Fioretto a squadre | 5  |
| Donne  | Fioretto |          | Spada |          | Sciabola | Fioretto a squadre |                    | Spada a squadre |                    | 5  |
| Totale | 1        | 1        | 1     | 1        | 2        | 1                  | 1                  | 1               | 1                  | 10 |

|  | Qualificazioni |  | FINALI |

## Podi

### Uomini
| Evento                          | Oro                                                                   | Argento                                                                                | Bronzo                                                                     |
| Spada                           |                                                                       |                                                                                        |                                                                            |
| Spada individuale (dettagli)    | Rubén Limardo                                                         | Bartosz Piasecki                                                                       | Jung Jin-sun                                                               |
| Fioretto                        |                                                                       |                                                                                        |                                                                            |
| Fioretto individuale (dettagli) | Lei Sheng                                                             | Alaaeldin Abouelkassem                                                                 | Choi Byung-chul                                                            |
| Fioretto a squadre (dettagli)   | Italia Andrea Baldini Giorgio Avola Andrea Cassarà Valerio Aspromonte | Giappone Ryō Miyake Yūki Ōta Kenta Chida Suguru Awaji                                  | Germania Peter Joppich Sebastian Bachmann Benjamin Kleibrink Andre Wessels |
| Sciabola                        |                                                                       |                                                                                        |                                                                            |
| Sciabola individuale (dettagli) | Áron Szilágyi                                                         | Diego Occhiuzzi                                                                        | Nikolaj Kovalëv                                                            |
| Sciabola a squadre (dettagli)   | Corea del Sud Gu Bon-gil Won Woo-young Kim Jung-hwan Oh Eun-seok      | Romania Rareș Dumitrescu Tiberiu Dolniceanu Florin Zalomir Nicolae Alexandru Sirițeanu | Italia Aldo Montano Diego Occhiuzzi Luigi Tarantino Luigi Samele           |

### Donne
| Evento                          | Oro                                                                         | Argento                                                                        | Bronzo                                                                |
| Spada                           |                                                                             |                                                                                |                                                                       |
| Spada individuale (dettagli)    | Jana Šemjakina                                                              | Britta Heidemann                                                               | Sun Yujie                                                             |
| Spada a squadre (dettagli)      | Cina Sun Yujie Xu Anqi Li Na Luo Xiaojuan                                   | Corea del Sud Shin A-lam Choi In-jeong Jung Hyo-jung Choi Eun-sook             | Stati Uniti Courtney Hurley Kelley Hurley Maya Lawrence Susie Scanlan |
| Fioretto                        |                                                                             |                                                                                |                                                                       |
| Fioretto individuale (dettagli) | Elisa Di Francisca                                                          | Arianna Errigo                                                                 | Valentina Vezzali                                                     |
| Fioretto a squadre (dettagli)   | Italia Elisa Di Francisca Arianna Errigo Ilaria Salvatori Valentina Vezzali | Russia Kamilla Gafurzjanova Inna Deriglazova Larisa Korobejnikova Aida Šanaeva | Corea del Sud Nam Hyun-hee Jeon Hee-sok Jung Gil-ok Oh Ha-na          |
| Sciabola                        |                                                                             |                                                                                |                                                                       |
| Sciabola individuale (dettagli) | Kim Ji-yeon                                                                 | Sof'ja Velikaja                                                                | Ol'ha Charlan                                                         |

## Medagliere
| Posizione | Paese         |    |    |    | Totale |
| --------- | ------------- | -- | -- | -- | ------ |
| 1         | Italia        | 3  | 2  | 2  | 7      |
| 2         | Corea del Sud | 2  | 1  | 3  | 6      |
| 3         | Cina          | 2  | 0  | 1  | 3      |
| 4         | Ucraina       | 1  | 0  | 1  | 2      |
| 5         | Ungheria      | 1  | 0  | 0  | 1      |
| 5         | Venezuela     | 1  | 0  | 0  | 1      |
| 7         | Russia        | 0  | 2  | 1  | 3      |
| 8         | Germania      | 0  | 1  | 1  | 2      |
| 9         | Egitto        | 0  | 1  | 0  | 1      |
| 9         | Norvegia      | 0  | 1  | 0  | 1      |
| 9         | Romania       | 0  | 1  | 0  | 1      |
| 9         | Giappone      | 0  | 1  | 0  | 1      |
| 13        | Stati Uniti   | 0  | 0  | 1  | 1      |
| Totale    | Totale        | 10 | 10 | 10 | 30     |